# Витшток (Мекленбург-Передняя Померания)
Витшток (нем. Wietstock) — община в Германии, в земле Мекленбург-Передняя Померания.
Входит в состав района Восточная Передняя Померания. Подчиняется управлению Анклам-Ланд.  Население составляет 150 человек (на 31 декабря 2006 года). Занимает площадь 10,85 км².